# 莱恩斯韦勒
莱恩斯韦勒是德国莱茵兰-普法尔茨州的一个市镇。总面积5.80平方公里，总人口389人，其中男性180人，女性209人（2011年12月31日），人口密度67人/平方公里。